# اس‌اس امپایر درایدن
اس‌اس امپایر درایدن (به انگلیسی: SS Empire Dryden) یک زیردریایی بود که طول آن ۴۲۸ فوت ۸ اینچ (۱۳۰٫۶۶ متر) بود. این زیردریایی در سال ۱۹۴۱ ساخته شد.